# Vantablack
Vantablack è il nome commerciale di un particolare materiale composto da nanotubi di carbonio. Assorbendo fino al 99,965% delle radiazioni dello spettro visibile (a 663 nm se le radiazioni sono perpendicolari), è stato il materiale più scuro conosciuto fino al 2019 (anno in cui è stato scoperto un materiale dieci volte più scuro, il "Blackest black").

## Etimologia
Il nome è un composto di "Vertically Aligned NanoTube Arrays" (in inglese, "schiere di nanotubi allineati verticalmente") e "black" ("nero").

## Proprietà
Il Vantablack è composto da un insieme di nanotubi verticali di carbonio "cresciuti" alla temperatura di 400 °C su un substrato tramite deposizione chimica da vapore (CVD). L'allineamento dei nanotubi di carbonio rende l'assorbimento delle radiazioni elettromagnetiche (comprese quelle nello spettro del visibile) particolarmente efficiente, dal punto che ogni fotone parzialmente riflesso da un nanotubo collide con un altro nanotubo; il risultato è una riflessione estremamente ridotta, e un ottimo assorbimento della radiazione, che viene infine dissipata in calore. Presenta inoltre un'elevata resistenza alle vibrazioni e un'elevata stabilità termica.

## Sviluppo
Lo sviluppo iniziale del materiale fu effettuato presso il National Physical Laboratory nel Regno Unito, per poi essere ulteriormente sviluppato e brevettato dall'azienda britannica Surrey NanoSystems (che detiene la proprietà del marchio registrato sul nome "Vantablack"), che ha eseguito una dimostrazione della proprietà principale della sostanza rivestendo in parte un foglio di carta stagnola arricciato. La parte non rivestita è apparsa tridimensionale, mentre la parte rivestita è sembrata piatta.
Il Vantablack "originale", prodotto per CVD, non è più commercializzato; sono invece presenti in commercio delle versioni spray, nelle quali l'allineamento dei nanotubi non è controllato come quello CVD, ma che a un costo inferiore offre comunque ottime prestazioni.

## Applicazioni

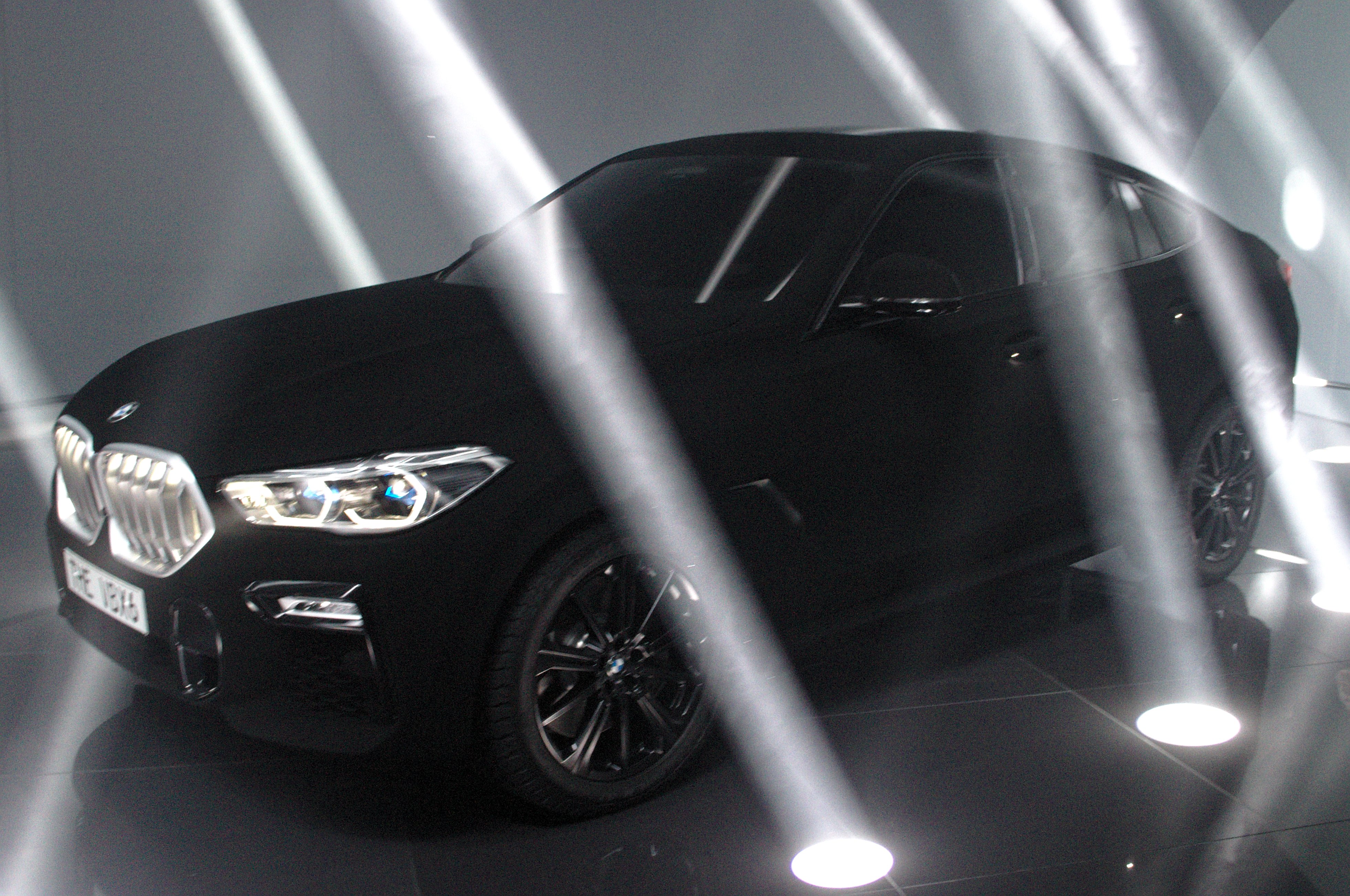
BMW X6 Vantablack al Frankfurt Motor Show 2019

La sostanza ha svariate applicazioni potenziali, inclusa la prevenzione dell'effetto straylight nei telescopi e il miglioramento delle prestazioni delle termocamere ad infrarossi sia sulla Terra che nello spazio. Il Vantablack può anche aumentare l'assorbimento del calore nei materiali utilizzati nella tecnologia di impianti a energia solare a concentrazione, nonché in applicazioni militari come il camuffamento termico.

### Vernici
Oltre a essere utilizzato sotto forma di film, il Vantablack può essere trasformato in due tipi di vernici spray con nanotubi orientati in modo casuale, denominate "Vantablack S-VIS" e "Vantablack S-IR". Tali vernici presentano un migliore assorbimento degli infrarossi rispetto al film.
La BMW ha presentato una concept car X6 con vernice Vantablack al Salone dell'automobile di Francoforte nel settembre del 2019, anche se la società non prevedeva di rendere tale colore disponibile sui modelli in produzione della X6.

## Produzione commerciale
Dal 2014 ne è già stata programmata la produzione per soddisfare le richieste degli acquirenti nei settori aerospaziale e della difesa. I primi ordini sono già stati consegnati pochi giorni dopo la scoperta. Nel febbraio del 2016 i diritti di utilizzo del Vantablack in ambito artistico sono stati acquisiti, in esclusiva, da Anish Kapoor.